# Protivín
Protivín är en stad i Tjeckien.   Den ligger i regionen Södra Böhmen, i den centrala delen av landet, 100 km söder om huvudstaden Prag. Protivín ligger 388 meter över havet och antalet invånare är 5 021.
Terrängen runt Protivín är huvudsakligen platt, men norrut är den kuperad. Runt Protivín är det ganska glesbefolkat, med 34 invånare per kvadratkilometer. Närmaste större samhälle är Písek, 13,1 km norr om Protivín. Trakten runt Protivín består till största delen av jordbruksmark.